# Lista över Sydjemens statschefer
Detta är en lista över Sydyemens statsöverhuvuden.
| Namn                      | Ämbetsperiod                     | Titel                                      |
| ------------------------- | -------------------------------- | ------------------------------------------ |
| Qahtan Muhammad al-Shaabi | 30 november 1967 – 22 juni 1969  | President                                  |
| Salem Ali Rubayyi         | 23 juni 1969 – 26 juni 1978      | Ordförande för presidentrådet              |
| Ali Nasir Muhammad        | 1 juli – 27 december 1978        | Ordförande för presidentrådet              |
| Abdul Fattah Ismail       | 27 december 1978 – 21 april 1980 | Ordförande för Folkrådets högsta presidium |
| Ali Nasir Muhamma         | 21 april 1980 – 24 januari 1984  | Ordförande för Folkrådets högsta presidium |
| Haidar Abu Bakr al-Attas  | 24 januari 1986 – 22 maj 1990    | Ordförande för Folkrådets högsta presidium |